# Rattus tunneyi
Rattus tunneyi es una especie de roedor miomorfo de la familia Muridae. Es un animal herbívoro nocturno endémico de Australia. Alguna vez ocupó casi todas las áreas de Australia continental, pero ahora sólo se encuentra en los pastizales altos del norte de Australia.
Esta especie es de color amarillo-marrón y gris o crema en la parte inferior. Se alimenta de los tallos de la hierba, de semillas y de raíces, y durante el día descansa en madrigueras poco profundas excavadas en suelo flojo y desmenuzable. Con la introducción de ganado, su hábitat se ha visto afectada negativamente por la compactación de su terreno. Los gatos salvajes también devastan sus poblaciones.
Estas ratas se han extinguido regionalmente en algunas zonas de su antigua área de distribución.